# Gustave de Beaumont
Pour les articles homonymes, voir Beaumont.
Le comte Gustave Auguste Bonnin de la Bonninière de Beaumont, est un homme politique français né à Beaumont-la-Chartre (Sarthe) le 6 février 1802 et mort à Tours (Indre-et-Loire) le 30 mars 1866.

## Biographie
Dernier des quatre enfants du comte Jules de Beaumont et de la comtesse née Rose Préau de la Baraudière, Gustave de Beaumont entre dans la magistrature sous la Restauration. Procureur du roi au tribunal de première instance de Versailles (22 février 1826), puis au tribunal de Paris (27 septembre 1829), il se fait remarquer par sa verve et son éloquence. Il reste en place après la Révolution de 1830.
En 1831, il est chargé par le gouvernement d'aller étudier le système pénitentiaire américain. Il embarque sur le vaisseau Le Havre avec son ami Alexis de Tocqueville, dont il écrit à son père : « Il est évident que nos destinées sont et seront toujours communes. » Ils passent dix mois aux États-Unis et environ une semaine au Bas-Canada. 
À son retour, Gustave de Beaumont est désigné pour être l'organe du ministère public dans le procès intenté par la baronne de Feuchères, ancienne maîtresse du dernier prince de Condé, à la famille de Rohan. Sur son refus, il est destitué et se retire sur ses terres au château de La Borde à Beaumont-la-Chartre, où il se consacre à des travaux littéraires et historiques. Il épouse en 1836 Clémentine de Lafayette, petite-fille du marquis de La Fayette.
Son voyage aux États-Unis lui fournit la matière de deux ouvrages qui lui valent chacun un prix Montyon : l'un intitulé Du système pénitentiaire aux États-Unis (1833), écrit en collaboration avec Tocqueville, dans lequel il porte un jugement global sur la capacité des pénitenciers à réformer les criminels qui y sont enfermés ; l'autre, Marie, ou de l'Esclavage aux États-Unis (1835), composé sous forme de récit romantique enrichi de nombreuses notes. Il rapporte de son voyage un carnet de dessins. En 1837, il fit avec son épouse un voyage en Irlande dont il tire la matière d'un livre sur L'Irlande sociale, politique et religieuse (1839).

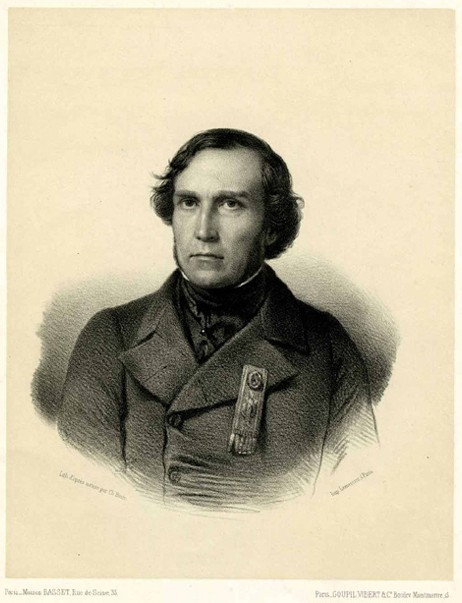

Élu député le 15 décembre 1839 par le 6e collège électoral de la Sarthe (Mamers), à la place d'Edme Letrone, décédé, il siège sur les bancs de l'opposition dynastique et s'oppose avec détermination aux ministres doctrinaires de Louis-Philippe Ier, parlant notamment sur les chemins de fer et sur l'Algérie. Il est réélu le 9 juillet 1842 (226 voix sur 287 votants et 368 inscrits) puis le 1er août 1846 (233 voix sur 299 votants et 362 inscrits). Il est également, à cette dernière date, élu dans le 4e collège de la Sarthe (Saint-Calais). Il opte pour Mamers et reprend sa place dans les rangs de la gauche constitutionnelle. En 1844, il propose un amendement au paragraphe du projet d'adresse relatif à la politique extérieure, et intervient fréquemment dans le débat sur la réforme des prisons. En 1845, il soutient la proposition Rémusat sur les incompatibilités, celle de Vatry sur les députés intéressés dans les marchés passés avec l'État et celle de Crémieux en faveur de la réforme électorale.
À la chute de la monarchie de Juillet, il est élu en 1848 représentant de la Somme (5e sur 12 avec 83.985 voix sur 114.212 votants), devient vice-président de l'Assemblée constituante et, siégeant à droite de l'Assemblée, se rallie à une République très modérée. Il soutient la politique du général Cavaignac, et fait partie du Comité de constitution, mais il ne peut prendre une large part aux débats en raison des missions diplomatiques dont l'investit le Gouvernement, qui le nomme ambassadeur à Londres, puis à Vienne. Il vote pour le rétablissement du cautionnement (9 août 1848), contre la réduction de l'impôt du sel (28 décembre), pour la proposition Rateau (12 janvier 1849), pour les crédits de l'expédition de Rome (16 avril), contre l'amnistie des transportés (2 mai), pour l'amendement Cavaignac demandant au gouvernement de « prendre les mesures nécessaires pour protéger énergiquement [les intérêts] intérieurs et extérieurs de la République » (23 mai).
Réélu à l'Assemblée législative le 13 mai 1849 (67 850 voix sur 103 029 votants et 135.640 inscrits), il continue de suivre la même politique, soutenant la république constitutionnelle, mais loin de la Montagne et des représentants de la démocratie avancée. Il siège au sein de la Commission sur l'assistance et la prévoyance publiques présidée par Thiers.
Opposé au coup d'État du 2 décembre 1851, il fait partie, comme Tocqueville, des députés arrêtés le 2 décembre 1851 à la Mairie du Xe arrondissement où ils se sont réunis, après avoir été expulsés manu militari du Palais Bourbon, pour protester contre le coup de force de Louis-Napoléon Bonaparte. Conduit au fort du Mont-Valérien, il est libéré au bout de quelques jours et reste ensuite à l'écart de la vie publique. Le 1er juin 1863, il fait néanmoins une tentative infructueuse, comme candidat de l'opposition, pour se faire élire au Corps législatif : il échoue dans la 4e circonscription de la Sarthe (7 078 voix contre 14 708 au député bonapartiste sortant Marc de Beauvau-Craon).
Il est élu membre de l'Académie des sciences morales et politiques en 1841 - au fauteuil no 3 de la section "Morale".

### Amitié avec Alexis de Tocqueville
Gustave de Beaumont rencontre Tocqueville alors qu'ils commencent leurs carrières dans la magistrature à Versailles. Tocqueville décrit « une amitié qui, je ne sais comment, est née toute vieille entre nous ». Leurs origines aristocratiques et leur intérêt commun pour le droit et l'économie politique a tôt fait de les rapprocher. Ils prendront bien vite l'habitude de lire et d'étudier ensemble, et pour le reste de leurs vies, l'un et l'autre sollicitent l'avis de leur ami au sujet de leurs projets de publication. Beaumont se rend au chevet de Tocqueville alors que celui-ci se meurt de la tuberculose, en 1859. Après son décès, c'est Beaumont qui dirige la publication de ses œuvres complètes.

## Distinction
- Chevalier de la Légion d'honneur (2 juin 1837)[8]

## Œuvres
- Du système pénitentiaire aux États-Unis et de son application en France, en collaboration avec Alexis de Tocqueville, 1833.
- Marie ou l'esclavage aux États-Unis, 1835 (texte intégral sur classiques.uqac.ca).
- L'Irlande sociale, politique et religieuse, tome 1 et tome 2 de la 7ème édition (1863), 1839-1842.

### Source partielle
- Marie-Nicolas Bouillet  et Alexis Chassang (dir.), « Gustave de Beaumont » dans Dictionnaire universel d’histoire et de géographie, 1878 (lire sur Wikisource)
- « Gustave de Beaumont », dans Adolphe Robert et Gaston Cougny, Dictionnaire des parlementaires français, Edgar Bourloton, 1889-1891 [détail de l’édition]
- Édition critique de Marie ou l'esclavage aux États-Unis de Gustave de Beaumont, Paris: Aux Forges de Vulcain, 2014  (ISBN 978-2-919176-52-6). Avec une préface et une postface de Laurence Cossu-Beaumont.
- Correspondance d'Alexis de Tocqueville et de Gustave de Beaumont (3v., 1967), édition d'André Jardin. Correspond au Tome VIII des Oeuvres complètes d'Alexis de Tocqueville (Gallimard).

Les papiers personnels de Gustave de Beaumont sont conservés aux Archives nationales sous la cote 222AP